# Cylichna gouldii
Cylichna gouldii is een slakkensoort uit de familie van de Cylichnidae. De wetenschappelijke naam van de soort is voor het eerst geldig gepubliceerd in 1839 door Couthouy.